# Le dedico mi silencio
Le dedico mi silencio es la última novela del escritor Mario Vargas Llosa publicada en el 2023, que narra la agitada vida de Toño Azpilcueta y el desarrollo de su interés por la música criolla y afroperuana. Está inspirada en parte en la cantante Cecilia Barraza. Con esta novela, Vargas Llosa marcó su retiro definitivo de la literatura de ficción dos años antes de su fallecimiento.